# Río Chancay (Lambayeque)
Der Río Chancay-Lambayeque ist ein 200 km langer Zufluss des Pazifischen Ozeans im Nordwesten von Peru.

## Flusslauf
Der Río Chancay entspringt in der Westkordillere, 20 km südwestlich von Bambamarca auf einer Höhe von etwa 3750 m. Er fließt anfangs 20 km nach Westen und wendet sich anschließend 30 km nach Norden. Bei der Ortschaft Chancay Baños wendet er sich erneut nach Westen. Die Kleinstadt Santa Cruz de Succhabamba liegt wenige Kilometer südlich des Flusslaufs. Ab Flusskilometer 130 folgt die Fernstraße 6A bzw. 6B (Santa Cruz de Succhabamba–Chiclayo) dem Fluss. Bei Flusskilometer 107 befindet sich die Talsperre Cirato (⊙) am Fluss. Ein Großteil des Flusswassers wird über eine unterirdische Rohrleitung den Wasserkraftwerken Carhuaquero I–III (⊙) und Carhuaquero IV, die sich am südlichen Flussufer bei Flusskilometer 94 befinden, zugeführt. Anschließend wird das Wasser zum Wasserkraftwerk Carhuaquero V geleitet, bevor es bei Flusskilometer 90 wieder in den Fluss gelangt. Bei Flusskilometer 92 mündet der Río Maichil von Norden kommend in den Río Chancay. Bei Flusskilometer 85 befindet sich ein Staudamm (⊙) am Fluss. Am rechten Ufer zweigt ein 17 km langer Kanal ab, der einen Teil des Flusswassers dem Tinajones-Stausee (Reservorio de Tinajones) zuführt. Der Río Chancay erreicht schließlich die Küstenebene. Bei Flusskilometer 58 zweigt oberhalb eines Wehrs (⊙) rechts ein Kanal ab. Nach etwa zwei Kilometern spaltet sich dieser in den nördlicheren Canal Taymi sowie den Río Lambayeque auf. Beide Kanäle dienen der Bewässerung und erreichen nicht das Meer. Der Unterlauf des Río Chancay trägt auch die Bezeichnung Río Reque. Der Río Chancay fließt in überwiegend westlicher Richtung. Die Stadt Chiclayo liegt 8 km nördlich des Flusslaufs. Bei der Kleinstadt Eten mündet der Fluss schließlich ins Meer.

## Hydrologie
Das Einzugsgebiet des Río Chancay umfasst eine Fläche von etwa 3950 km². Es erstreckt sich über die Regionen Cajamarca und Lambayeque. Die Abflussmenge schwankt sehr stark. Während der Regenzeit können Abflüsse von 1000 m³/s erreicht werden, während der Trockenzeit können es lediglich 5 m³/s sein.